# 홍경주
홍경주(洪景舟, ? ~ 1521년 6월 20일)는 조선 전기의 문신으로 자는 제옹(濟翁), 본관은 남양(南陽)이다. 홍임(洪任)의 차남이다.

## 생애
1501년 문과에 급제해 1504년 지평이 되고 1506년 사복시 첨정으로 중종반정에 가담해 정국공신으로 남양군에 봉해지고 동부승지에 이여 도승지에 특진되었다.
1507년 이과의 옥사를 잘 처리하여 다시 정난공신에 책록되었고 병조판서, 좌찬성, 호조판서, 대사헌 등을 지내고 좌참찬이 되었으나 사림파 출신 언관(言官) 즉 간관(諫官)들의 탄핵으로 물러나게 되었다.
1519년 훈구파 일원으로 심정(沈貞), 남곤(南袞) 등과 모의하여 기묘사화(己卯士禍)를 일으켜 조광조(趙光祖)의 그의 신진 세력들을 대거 숙청하고 좌찬성과 이조판서 등을 역임했다.
시호는 도열(度烈)이다.

## 가족 관계
- 부인 : 안동 권씨 권금성(權金成)의 딸, 정인지(鄭麟趾)의 외손녀
- 아들 : 홍우룡(洪遇龍)
- 장녀 : 광평군 김명윤(金明胤)의 처-효령대군의 외고손자
- 차녀 : 희빈 홍씨(熙嬪洪氏)
  - 외손자 : 금원군(錦原君) 이령(李岭)
  - 외손자 : 봉성군(鳳城君) 이완(李岏)

## 홍경주가 등장한 작품
- 안대용 - (2001년 ~ 2002년 = 여인천하)
- 김동현 - (1996년 ~ 1996년 = 조광조)

## 관련 문화재
- 홍경주 초상·유지초본 및 함 - 경기도 유형문화재 제317호

## 같이 보기
- 이한원
- 기묘사화
- 남곤
- 심정
- 김안로
- 조광조
- 박원종
- 김식